# تشارلز هاسكينز تاونسند
تشارلز هاسكينز تاونسند (بالإنجليزية: Charles Haskins Townsend)‏ هو عالم طيور وعالم حيوانات أمريكي، ولد في 1859 في نيو كنسينغتون في الولايات المتحدة، وتوفي في 1944.